# Antonio María Rouco Varela
Antonio María Rouco Varela, född 20 augusti 1936 i Vilalba, Galicien, är en spansk kardinal och ärkebiskop. Han var ärkebiskop av Madrid från 1994 till 2014.

## Biografi
Antonio Rouco Varela prästvigdes 1959. I september 1976 utnämndes han till titulärbiskop av Gergi och hjälpbiskop av Santiago de Compostela och biskopsvigdes påföljande månad. År 1984 installerades han som ärkebiskop av Santiago de Compostela och 1994 blev han ärkebiskop av Madrid. 
Den 21 februari 1998 kreerade påve Johannes Paulus II Rouco Varela till kardinalpräst med San Lorenzo in Damaso som titelkyrka. Kardinal Rouco Varela deltog i konklaverna 2005 och 2013.

### Webbkällor
- ”ROUCO VARELA, Antonio María (1936–” (på engelska). The Cardinals of the Holy Roman Church. Salvador Miranda. Arkiverad från originalet den 30 december 2017. https://archive.today/20171230092652/http://www2.fiu.edu/~mirandas/bios1998.htm%23Rouco#Rouco. Läst 30 december 2017.
- ”Antonio María Cardinal Rouco Varela” (på engelska). Catholic Hierarchy. Arkiverad från originalet den 30 december 2017. https://archive.today/20171230092736/http://www.catholic-hierarchy.org/bishop/brova.html. Läst 30 december 2017.